# Мирівська сільська територіальна громада
Мирівська сільська територіальна громада — територіальна громада в Україні, у Нікопольському районі Дніпропетровської області. Адміністративний центр — село Мирове.
Площа громади — 355,87 км², населення — 7550 мешканців (2018).
Утворена 4 листопада 2015 року шляхом об'єднання Зорянської та Мирівської сільських рад Томаківського району. 17 травня 2017 року добровільно приєдналися Виводівська і Вищетарасівська сільські ради. 
Перші місцеві вибори у громаді відбулися 27 березня 2016 року.

## Населені пункти
У складі громади 15 сіл:
| Село             | Населення (2015) |
| ---------------- | ---------------- |
| Вищетарасівка    | 3819             |
| Мирове           | 1378             |
| Топила           | 958              |
| Зоря             | 955              |
| Настасівка       | 729              |
| Виводове         | 584              |
| Долинське        | 362              |
| Стрюківка        | 297              |
| Глухе            | 288              |
| Весела Федорівка | 132              |
| Новий Мир        | 119              |
| Жмерине          | 48               |
| Новопавлівка     | 47               |
| Прогрес          | 2                |
| Маяк             | 0                |